# Tubalkain
Tubalkain eller Tubal-Kain (hebraisk: תּוּבַל קַיִן – Tū́ḇal Qáyin) er en person, der er nævnt i Første Mosebog i kapitel 4, vers 22. Ifølge første mosebog var Tubalkain tiptipoldebarn af Kain og barn af Lemek og Silla. Han er stamfader til smedene, "alle dem, der forarbejder kobber og jern." 